# Belagerung von Breda (1624–1625)
Breda – Cádiz – St. Kitts
Westeuropa

Oosterweel – Dahlen – Heiligerlee – Jemgum – Jodoigne – Le Quesnoy – Brielle – Mons – Goes – 1. Mechelen – Naarden – Middelburg – Haarlem – Alkmaar – Geertruidenberg – Leiden – Delft – Valkenburg – Mooker Heide – Schoonhoven – Zierikzee – 1. Antwerpen – Gembloux – Rijmenam – 1. Deventer – Borgerhout – 1. Maastricht – 2. Mechelen – 1. Steenwijk – Kollum – 1. Breda – Noordhorn – Niezijl – Lochem – Lier – Eindhoven – Steenbergen – Ghent – Aalst – 2. Antwerpen – IJsseloord – Empel – Boksum – 1. Grave – 1. Venlo – Axel – Neuss – 1. Rheinberg – Zutphen – 1. Sluis – 1. Bergen-op-Zoom – 2. Geertruidenberg – 2. Breda – 2. Zutphen – 2. Deventer – Delfzijl – Knodsenburg – 1. Hulst – Nijmegen – Rouen – Caudebec – 2. Steenwijk – 1. Coevorden – 3. Geertruidenberg – 2. Coevorden – Groningen – Huy – 1. Groenlo – Lippe – Calais – 2. Hulst – Turnhout – 2. Rheinberg – 1. Moers – 2. Groenlo – Bredevoort – Enschede – Ootmarsum – 1. Oldenzaal – 1. Lingen – 1. Schenckenschans – Zaltbommel – Rees – San Andreas – Nieuwpoort – 3. Rheinberg – Ostende – 1. 's-Hertogenbosch – 2. Grave – Hoogstraten – 3. Sluis
Zwölfjähriger Friede

2. Lingen – 3. Groenlo – Aachen – Jülich – 2. Bergen op Zoom – Fleurus – 3. Breda – 2. Oldenzaal – 4. Groenlo – 2. 's-Hertogenbosch – Slaak – 2. Maastricht – Leuven – 2. Schenkenschans – 4. Breda – 2. Venlo – Kallo – 3. Hulst
Europäische Gewässer

Vlissingen – Borsele – Haarlemmermeer – Zuiderzee – Schelde – Lillo – Ponta Delgada – Bayona Islands – Golf von Almería – 1. Cadiz – Azoren – Straße von Dover – 2. Sluis – 1. Kap St. Vincent – 1. Gibraltar – 2. Gibraltar – 2. Cadiz – Lizard Point – Dünkirchen – Calais – Downs – 2. Kap St. Vincent – 2. St. Martin
Amerika

Bahia – Matanzas – St. Martin – San Juan – Abrolhos – Pernambuco – Südchile
Ostindien

Playa Honda – 1. San Salvador – 2. San Salvador – La Naval de Manila – Puerto de Cavite
Die Belagerung von Breda dauerte vom 27. August 1624 bis zum 2. Juni 1625. Die Belagerer waren spanische und flämische Truppen unter Ambrosio Spinola. Die Belagerten in der Stadt wurden von Justinus von Nassau und die niederländischen Entsatzarmeen von Statthalter Moritz von Oranien und nach dessen Tod von Friedrich Heinrich von Oranien kommandiert. Die Belagerung endete durch die Kapitulation der niederländischen Truppen in der Stadt. Die Angelegenheit fand europaweite Aufmerksamkeit und wurde von verschiedenen Künstlern, darunter Jacques Callot und Diego Rodríguez de Silva y Velázquez, aufgegriffen.

## Vorgeschichte
Der Achtzigjährige Krieg zwischen Spanien und den Vereinigten Provinzen der Niederlande lebte 1621 nach zwölf Jahren Waffenstillstand im Zusammenhang mit dem Dreißigjährigen Krieg wieder auf. Moritz von Oranien war es daran gelegen, die spanischen Truppen durch Bindung auf dem deutschen Kriegsschauplatz von den Niederlanden fernzuhalten. Ihm war es darüber hinaus auch wichtig, dass die protestantischen Kräfte nicht von den Kaiserlichen völlig geschlagen wurden. Er gehörte daher zu den wichtigsten Verbündeten der antikaiserlichen Seite. Auf spanischer Seite waren die führenden Politiker anfangs nicht geneigt, das Kerngebiet der Vereinigten Provinzen direkt anzugreifen, da man die niederländischen Festungen als zu stark ansah. Kriegsziel war es daher zunächst nur, die Niederländer zu schwächen.
Durch starken Druck sollten die Niederlande gezwungen werden, ihre Unterstützung der protestantischen Kräfte im Reich und die koloniale Expansion einzustellen. Mit einem Sieg Ferdinands II. hoffte man in Spanien, die in Gefahr geratene Weltmachtstellung zu sichern. Daher hatte man die anfangs übermächtige flämische Armee vor allem dazu genutzt, die Verbindungslinien zwischen den Niederlanden und den deutschen Verbündeten zu unterbrechen und um militärischen und finanziellen Druck auf die Gegner auszuüben. Dazu dienten auch Blockaden, aber auch die Einnahme von einigen günstig gelegenen Festungen. Diese Strategie ging zunächst auf. Zur Zeit der Belagerung Bredas war die niederländische Finanzlage ausgesprochen kritisch und der Durchhaltewillen geschwächt. Im Jahr 1623 wurde der Krieg ohne viel Bewegung geführt, da die Spanier durch die Belagerung von Bergen op Zoom stark geschwächt worden waren. Im Jahr 1624 beabsichtigte der spanische Kommandant Spinola, Breda einzunehmen.
Breda liegt am Zusammenfluss der Flüsse Mark und Aa in Nordbrabant. Durch den Waffenstillstand von 1609 war die Stadt an die Vereinigten Provinzen gefallen, nachdem sie bereits 1590 von Moritz von Oranien erobert worden war. Oranien hatte die Stadt in der Folge zu einer starken Festung ausgebaut und mit einer starken Garnison besetzt. Sie verfügte über hervorragende Festungsartillerie und genügend Vorräte. Kommandant der Stadt war Justinus von Nassau.

## Verlauf

### Spanische Stellungen

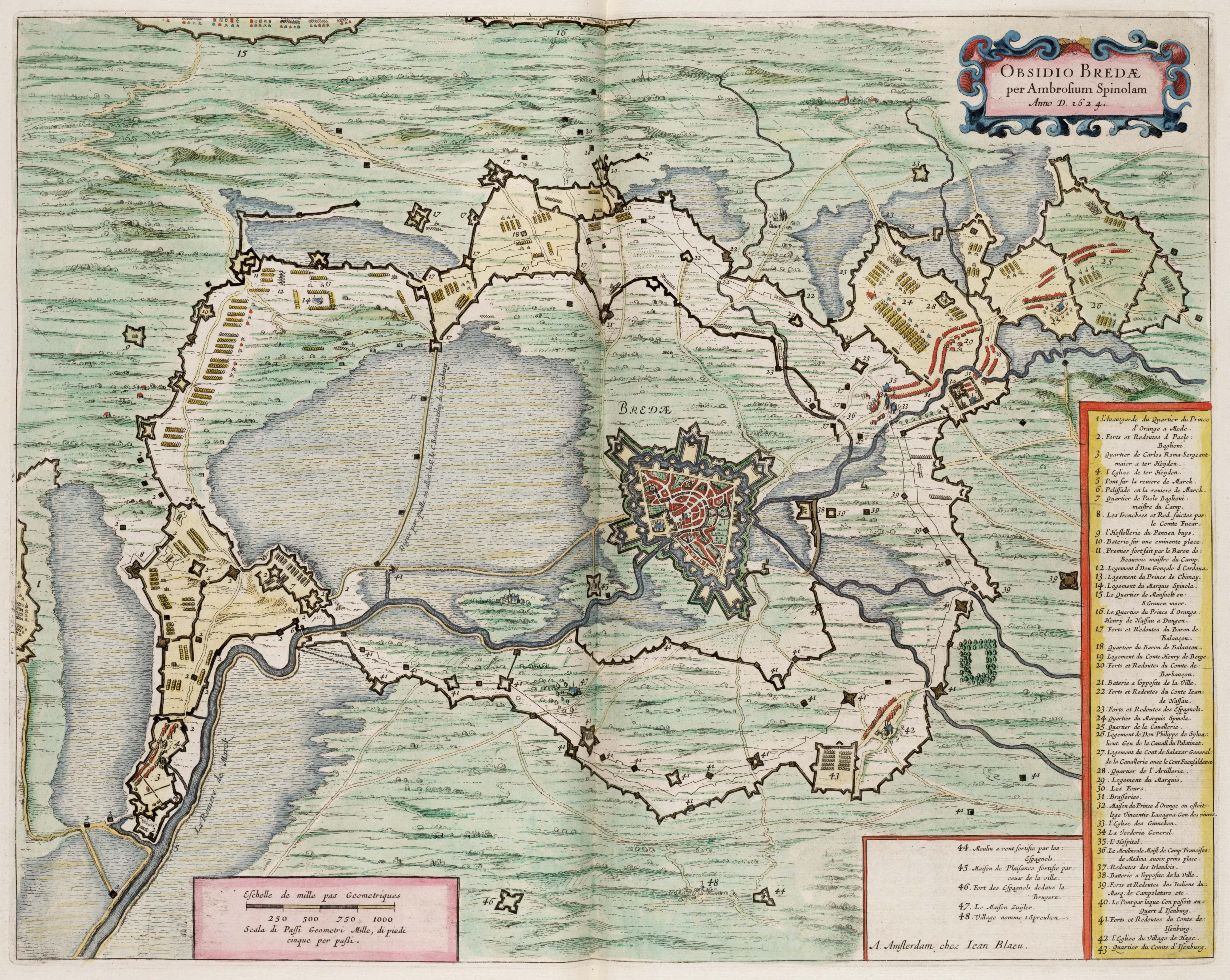
Karte der Stadt und der Belagerungsstellungen (Joan Blaeu 1649)

Seit dem 27. August 1624 trafen die spanischen Truppen vor Breda ein. Die Belagerer legten drei große Lager an. Spinola schlug sein Hauptquartier im vor der Stadt gelegenen Schloss des Justinus von Nassau auf. Durch den Bau von Schiffsbrücken versuchten die Spanier, den Nachschub für die Niederländer auf dem Flussweg zu verhindern. Seit dem 30. August stellten die Spanier Artilleriebatterien auf, die für die niederländischen Kanonen zu weit entfernt waren. Die schwere Artillerie traf kurz danach ein. Insgesamt verfügten die Spanier über 100 Geschütze und eine Armee von 40.000 Mann. Die Niederländer begannen, die vor der Stadt stehenden Häuser zu zerstören, damit der Gegner keine Deckung hatte. Die spanischen Laufgräben um die Stadt hatten einen Umfang von fünf Meilen.
Spinola wandte bei der Belagerung ein neuartiges System an. Rund um die Stadt wurden Redouten und Forts angelegt. Insgesamt gab es eine doppelte Befestigungslinie mit 96 Redouten, 37 Forts und 45 Geschützbatterien. Davon dienten die meisten der Verteidigung gegenüber den Entsatztruppen und den Festungstruppen. Auf die Stadt selbst wurde kaum geschossen. Ziel war die Aushungerung. Die Befestigungen führten zu verlustreichen und am Ende ergebnislosen Angriffen der Niederländer.

### Entsatzversuche

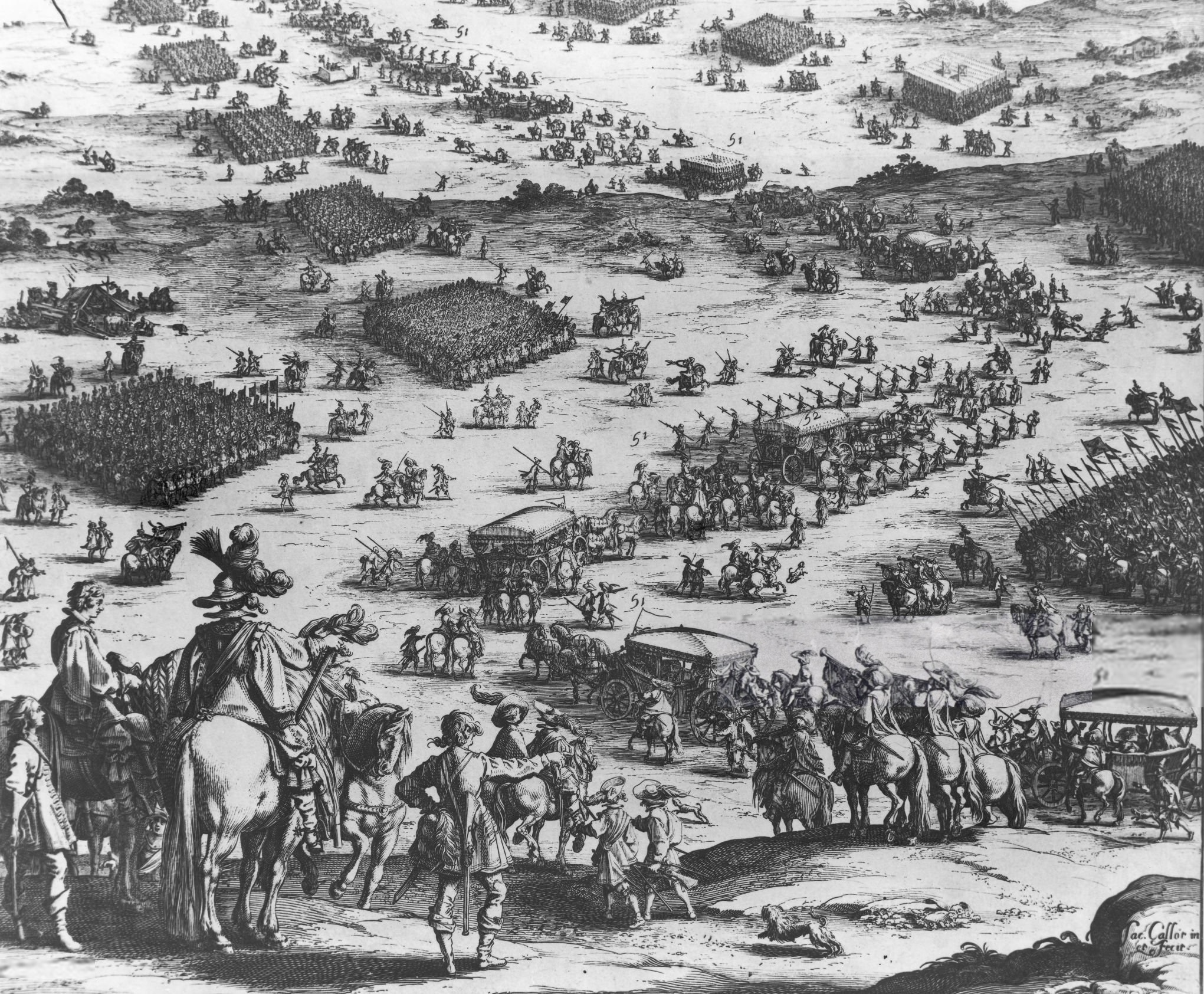
Ausschnitt Belagerung von Breda (Jacques Callot)

Moritz von Nassau hatte in Nijmegen einige Truppen gesammelt. Seine Armee war nur etwa 8.000 bis 9.000 Mann stark. Auf dem Weg nach Breda wurden die spanischen Garnisonsstädte Gennep und Kleve eingenommen. Bei Breda angekommen, verzichtete er auf einen Angriff und begnügte sich damit, den Spaniern mit kleinen Einheiten Scharmützel zu liefern. Außerdem versuchte er, ihre Nachschubwege abzuschneiden. Der Versuch Nassaus, ein Lager näher an den Stellungen der Spanier aufzuschlagen, scheiterte, weil Spinola durch das Öffnen von Schleusen das Gebiet unter Wasser setzen ließ. Nassau musste sich damit begnügen, den spanischen Nachschub zu stören, da ihm zu einer größeren Offensive insbesondere Kavallerieeinheiten fehlten.
In Breda hatte eine Seuche zahlreiche Soldaten getötet, so dass die Einwohner der Stadt viele militärische Aufgaben übernehmen mussten. Nur die Außenwerke wurden noch von Soldaten besetzt. Im Oktober verlegte Moritz von Nassau sein Lager nach Roosendaal und ließ es befestigen. Dadurch gelang es, den Nachschub für die Spanier weiter zu erschweren. Ohne Aussicht darauf, die Spanier vertreiben zu können, reiste Nassau nach Den Haag. Die Generalstaaten beschlossen am 17. November, im Ausland um Unterstützung zu werben. Auch die Spanier verstärkten ihre Bemühungen, neue Soldaten zu werben. Die Spanier hoben zusätzlich 30.000 Mann aus und Ferdinand II. schickte weitere mehr als 6.000 Mann zur Unterstützung. Ein Großteil der Truppen diente zum Schutz der Versorgungskonvois für die spanischen Truppen vor Breda.
Zur Unterstützung der Niederländer landete Graf Mansfeld mit 300 Schiffen, die in England geworbene Soldaten transportierten, in Zeeland. Christian von Braunschweig-Wolfenbüttel hatte in Frankreich Truppen angeworben, die aber kaum zum Einsatz kamen. Im Mai 1625 wurde im spanischen Lager eine Verschwörung unter italienischen Soldaten entdeckt und die Anführer hingerichtet. Die Spanier litten zudem unter dem Geschützfeuer der Eingeschlossenen.
Moritz von Nassau starb am 13. April 1625. Sein Nachfolger als Statthalter wurde Friedrich Heinrich von Oranien. Dieser machte sich mit dem durch die angeworbenen Truppen verstärkten niederländischen Heer daran, Breda Entsatz zu leisten. Spinola marschierte ihm mit einem Teil seiner Truppen entgegen. Zwischen kleineren Einheiten kam es zu Gefechten. Am 13. Mai versuchte Oranien vergeblich, Stellungen der Spanier zu stürmen, und zog sich zurück. Er wies seinen Bruder Justinus von Nassau an zu kapitulieren, da keine Aussicht auf Entsatz bestände.

### Lage in der Stadt und Kapitulation

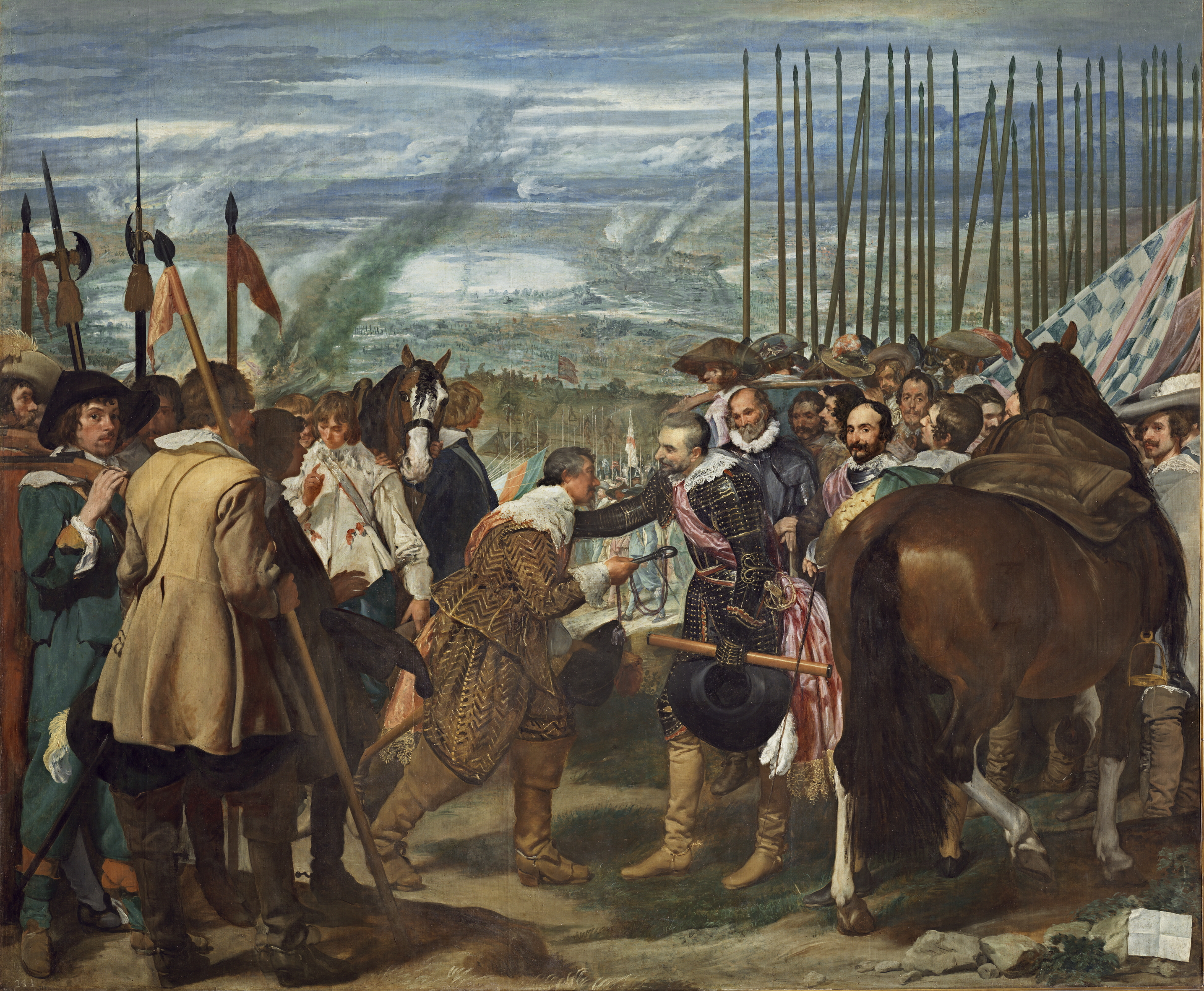
Diego Rodríguez de Silva y Velázquez: Die Übergabe von Breda

In der Stadt selbst waren die Belagerten erschöpft, hatten große Verluste erlitten und verfügten nur noch über begrenzte Vorräte. Tausende Einwohner starben an Hunger und Seuchen. In dem Kapitulationsvertrag hieß es zur Lage in der Stadt: „mit Betrübnis gesehen, wie ein jeder auff seinen Privatnutzen gesehen und wenig für seinen Nächsten gesorgt hat. So bald der Proviandt anfieng abzugehen, verstack ein jeder was er hatte unnd sagte nicht viel davon. (…) Ja es wurd solcher Wucher und Schinnerey getrieben, als wann die Leuth Gottes und aller Christlichen Lieb gäntzlich vergessen hätten.“
Justinus von Nassau kapitulierte, und Spinola gewährte ihm nach damaligem Brauch den unbehelligten Abzug, voll bewaffnet, mit Fahnen und brennenden Lunten.

## Folgen und Rezeption
Die Belagerung fand europaweite Aufmerksamkeit. Neue Zeitungen und Flugblätter berichteten über die Vorgänge um Breda. In Italien waren Wetten zum Ausgang der Belagerung weit verbreitet. Nach der Entscheidung kam es zu einer Selbstmordwelle von Wettverlierern. Der Sieg wurde im katholischen Lager enthusiastisch gefeiert. Papst Urban VIII. sah in dem Sieg einen Beweis dafür, dass Gott selbst auf katholischer Seite stände. In militärischer Hinsicht war dieser letzte große spanische Sieg wenig bedeutsam. Die eigenen Verluste waren so hoch gewesen, dass die Spanier danach nur noch defensiv operieren konnten. Sie verstärkten die Blockade der Niederlande. Ein Teil der Truppen konnte zur Entlastung von Tilly auf den deutschen Kriegsschauplatz verlegt werden. Im Jahr 1637 eroberte Friedrich Heinrich von Oranien die Stadt nach einer weiteren Belagerung zurück.
Bekannt geworden ist die Belagerung durch das Gemälde von Diego Rodríguez de Silva y Velázquez Die Übergabe von Breda. Es zeigt, wie Justinus von Nassau Spinola die Schlüssel zur Stadt übergibt. Auch Jacques Callot hat einen bekannten Stich der Belagerung hinterlassen.